# ارنست بلوک

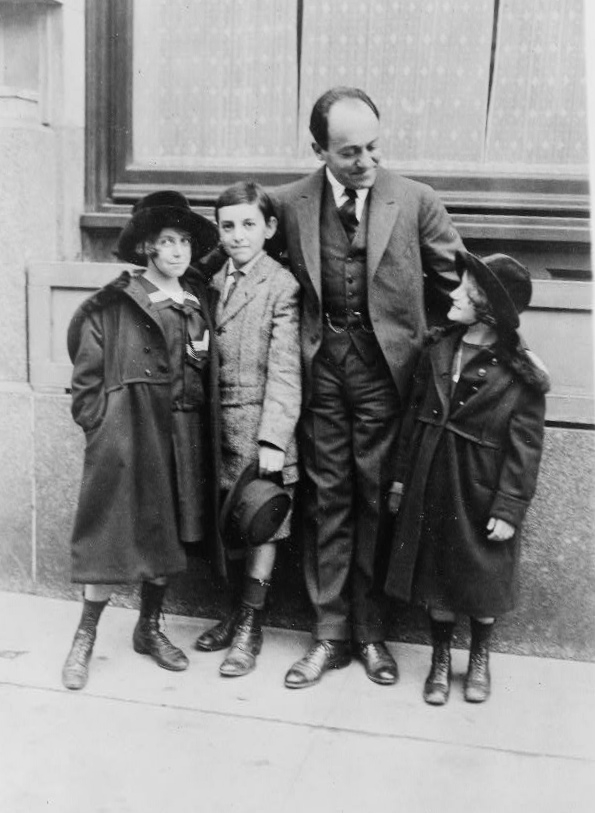
ارنست بلوک

ارنست بلوک (به فرانسوی: Ernest Bloch) آهنگساز سوئیسی - آمریکایی در ۲۴ ژوئیه ۱۸۸۰ در ژنو بدنیا آمد و در ۱۵ ژوئیه ۱۹۵۹ در پورتلند، ایالت اورگن در گذشت.

## برخی از آثار
- اپرای مکبث
- کنسرتو ویلن
- پنج چهارنوازی برای سازهای زهی
- سوئیت برای ویولا و پیانو
- سه سوئیت برای ویلنسل تنها
- سوئیت مدال برای فلوت و پیانو

## شنیدن آثار
- چهارنوازی شماره ۲ برای سازهای زهی
- یوتیوب